# Eitrechter

De eitrechter is nummer 27 op bovenstaand schema.

De eitrechter is een onderdeel van het vrouwelijk voortplantingsstelsel. Via de eitrechter komen eicellen uit de eierstokken in de eileider terecht om zo hun weg te vervolgen naar de baarmoeder. Het orgaan is deel van de eileider en is op geen enkele manier gekoppeld aan de eierstokken. Ze liggen tegen elkaar.